# Pierre Étienne Flandin

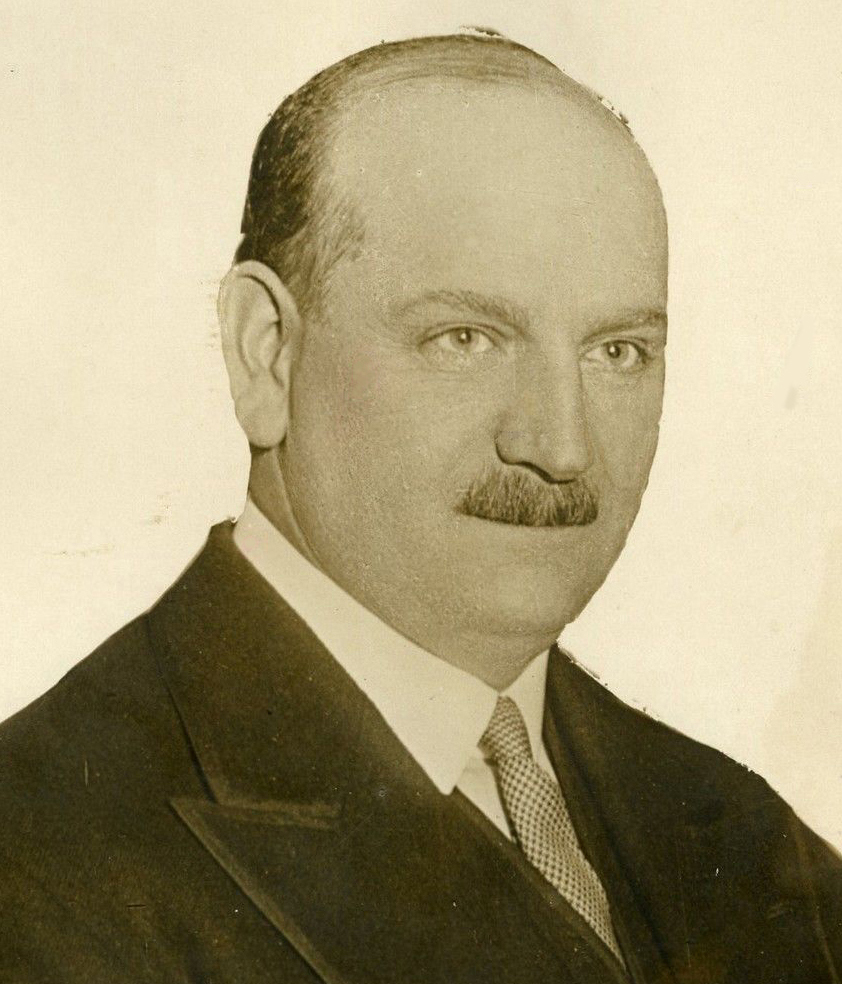
Pierre-Étienne Flandin

Pierre Étienne Flandin, född 12 april 1889 i Paris, död 13 juni 1958 i Saint-Jean-Cap-Ferrat, var en fransk vänsterrepublikansk politiker.

## Biografi
Flandin var juris doktor och sekreterare hos Alexandre Millerand 1913-1914 och blev deputerad 1924. Han blev understatssekreterare för flygväsendet 1920, var postminister 9-14 juni 1924, handelsminister 3 november 1929 - 21 februari 1930 samt 2 mars 1930 - 13 december 1930, och finansminister i Pierre Lavals regering från 27 januari 1931. Flandin var även fransk delegerad för ekonomiska frågor i Nationernas förbund.
Han blev 1935 konseljpresident i den regering som slöt en fransk-tysk biståndspakt samt utrikesminister 1936 och i Vichyregeringen 1940 - 41. Han var emot krigsförklaringen 1939 och hade dessförinnan förespråkat en eftergiftspolitik mot Tyskland.
Flandin avhöll sig från politiskt arbete efter 1941 och dömdes 1946 till fem års förlust av sina medborgerliga rättigheter för stöd åt fienden.